# Mama ŠČ!
Chansons représentant la Croatie au Concours Eurovision de la chanson
Guilty Pleasure
(2022) Rim Tim Tagi Dim
(2024)
Clip vidéo
[vidéo] « Mama ŠČ! », sur YouTube
Mama ŠČ! est une chanson interprétée par le groupe croate de rock moderne Let 3.
La chanson est sélectionnée pour représenter la Croatie à l'Eurovision 2023 à l'issue de la sélection nationale Dora 2023 où elle est classée première par le jury et le télévote.

## Composition
Dans une interview avec Jutarnji list, le groupe a expliqué que le titre avait été inspiré par la "première lettre du plus vieil alphabet du monde", ŠČ.
La chanson, selon le groupe, est une chanson antimilitariste. Dans l'interview, le groupe a expliqué qu'après un total Armageddon sur Terre, une fusée qui atterrirait sur Terre, contiendrait les lettres ŠČ.
Le groupe a aussi raconté que ŠČ pourrait imiter le son produit lors d'un orgasme, un groupe sanguin, ou un son que quelqu'un fait quand il médite.
Cela fait aussi référence à la lettre russe Shcha (Щ).
Dans d'autres interviews avec le site croate Pressing, le groupe a affirmé que la chanson était une métaphore de la Russie. Le groupe affirme que dans la chanson, ils se moquent des dictateurs pour être "enfantins", en mettant l'accent sur le président russe Vladimir Poutine et sa décision de lancer l'invasion de l'Ukraine.
Selon Hrvoje Cvijanović, le "tracteur", qui est mentionné à plusieurs reprises dans la chanson, est le symbole du Président biélorusse Alexandre Loukachenko, qui a apporté son aide à la Russie dans l'invasion, notamment en offrant un tracteur à Poutine pour ses 70 ans.
La chanson critique ces dirigeants, les qualifiant de "psychopathes".

## À l'Eurovision

### Sélection: Dora 2023
Dora 2023 était la vingt-quatrième édition de la sélection nationale croate pour choisir la chanson représentant la Croatie à l'Eurovision. Cette année, le concours consistait en dix-huit candidatures mises en compétition lors d'une finale le 11 février 2023.
La chanson a été considérée par les médias croates comme l'un des grands favoris du public pour remporter la sélection nationale. Lors de leur performance live, le groupe était vêtu d'uniformes militaires stéréotypés, avec un membre déguisé en Vladimir Lénine tenant deux roquettes. Tous les membres avaient des roses dans les fesses. À la fin du vote de l'émission, il a été révélé que Mama ŠČ! avait remporté le concours, gagnant ainsi la place croate pour l'Eurovision 2023[réf. souhaitée].
Après avoir remporté le concours croate, Let 3 envisagent de se rendre à Liverpool sur un tracteur écologiquement acceptable "avec le volant à gauche" puisqu'ils iront au Royaume-Uni,.

### Au concours
Selon les règles de l'Eurovision, toutes les nations, à l'exception du pays hôte et des Big Five (France, Allemagne, Italie, Espagne et Royaume-Uni), doivent se qualifier pour l'une des deux demi-finales afin de participer à la finale ; les dix premiers pays de chaque demi-finale accèdent à la finale. L'Union européenne de radio-télévision (UER) a réparti les pays en compétition en six groupes différents en fonction des votes des concours précédents, les pays ayant un historique de votes favorable étant placés dans le même groupe. Le 31 janvier 2023, un tirage au sort a permis de placer chaque pays dans l'une des deux demi-finales et de déterminer dans quelle moitié du spectacle il se produirait. La Croatie a été placée dans la première demi-finale, qui se tiendra le 9 mai 2023, et a été programmée pour se produire dans la première moitié du spectacle.

## Classement
| (2023)                    | Meilleure position |
| ------------------------- | ------------------ |
| Croatia Songs (Billboard) | 6                  |
| Croatia (HR Top 40)       | 4                  |

Le 6 février 2023, "Mama ŠČ!" fait ses débuts en vingt-septième position du classement croate HR Top 40. Il s'agit de leur première entrée à se classer en moins d'un an, la dernière étant "Drama", une collaboration avec le chanteur croate Alka Vuica sortie le 21 mars 2022.
Dans sa deuxième semaine, la chanson perd deux places et se classe vingt-neuvième.
Après la sélection croate Dora 2023, la chanson atteint un nouveau record et se place quatrième. Par ce classement, "Mama ŠČ" est devenue la chanson la mieux classée du groupe dans le Top 40 HR à ce jour.
Dans la semaine du 25 février 2023, "Mama ŠČ" démarre à la sixième place du  Billboard croate, devenant la première chanson du groupe à le faire.
C'est aussi la première chanson de l'Eurovision croate à se classer en Croatie.